# Daleny Vaughn
Daleny Vaughn (* 27. März 2001 in Tucson, Arizona) ist eine US-amerikanische BMX-Rennfahrerin.

## Sportlicher Werdegang
Vaughns Eltern betrieben eine BMX-Rennbahn in Tucson, so dass sie schon mit sehr jungen Jahren zu diesem Sport kam.
Von 2019 bis 2021 war sie bei den US-Meisterschaften jeweils Vierte oder Fünfte, 2022 gewann sie den Titel vor Felicia Stancil. Im BMX-Weltcup machte sie nicht von der Möglichkeit Gebrauch, in der neu geschaffenen U23-Kategorie zu fahren, und beteiligte sich an den Rennen der Elite, wo sie von 2021 bis 2024 jedes Jahr ein Finale erreichte. 2024 gewann sie zunächst bei den Panamerika-Meisterschaften die Bronzemedaille, dann im Mai auch bei den Weltmeisterschaften. Letztere Leistung brachte ihr die Nominierung für das olympische BMX-Rennen 2024 ein, wo sie ins Halbfinale kam und den 11. Rang belegte.

## Erfolge
2022
 US-Meisterin
2024
 Panamerika-Meisterschaften
 Weltmeisterschaften